# Megasema argentea
Megasema argentea är en fjärilsart som beskrevs av Charles Boursin 1963. Megasema argentea ingår i släktet Megasema och familjen nattflyn. Inga underarter finns listade i Catalogue of Life.